# Voo Eastern Air Lines 401
O voo 401 da Eastern Air Lines, realizado por um avião Lockheed L-1011, foi vítima de um acidente tendo caído num pântano da Flórida, Estados Unidos (nos chamados Everglades) na noite do dia 29 de dezembro de 1972, causando a morte de 101 das 176 pessoas, entre passageiros e tripulantes, que seguiam a bordo.

## Descrição do voo
Na época foi o maior acidente aéreo já ocorrido até aquele momento nos Estados Unidos. Esse acidente ocorreu por uma distração dos tripulantes. Tudo começou quando, na aproximação para o Aeroporto de Miami (KMIA/MIA), ao tentarem baixar o trem de pouso, havia a indicação no painel que o trem dianteiro não havia baixado. O Engenheiro de voo Don Repo e o Comandante Loft, foram verificar através de um periscópio, instalado abaixo da cabine de comando, projetado exatamente para aquilo, porém, ao sair de seu assento, Loft não notou que deslocara a coluna do manche para a frente, o suficiente para desconectar o piloto automático. É necessário no mínimo 20 libras de pressão para desconecta-lo. Com a noite escura, fase de lua nova, não era possível distinguir céu, horizonte, e terra. Como Loft empurrara a coluna acidentalmente, o L-1011, tinha a tendência de embicar-se para abaixo da linha do horizonte, sem que seus tripulantes percebessem. Ao retornar a seu assento, Loft notou que seu Altímetro marcava 100 pés, e perguntou para seu primeiro oficial:
| Autor da frase | Frase                                   |
| -------------- | --------------------------------------- |
| Stockstill     | —Nós fizemos algo errado com a altitude |
| Loft           | —O quê?                                 |
| Stockstill     | —Nós ainda estamos a 2000 (pés), certo? |
| Loft           | —Hey - O que está acontecendo aqui?     |

Nesse instante, não havia mais volta. Era possível ver os faróis do L-1011 sendo refletidos no lago Everglades pelos visores frontais, e as 23h42min08, o L-1011 entrou voando a 400 Km/h no lago, se desintegrando instantaneamente, e matando 101 pessoas.

## Aeronave

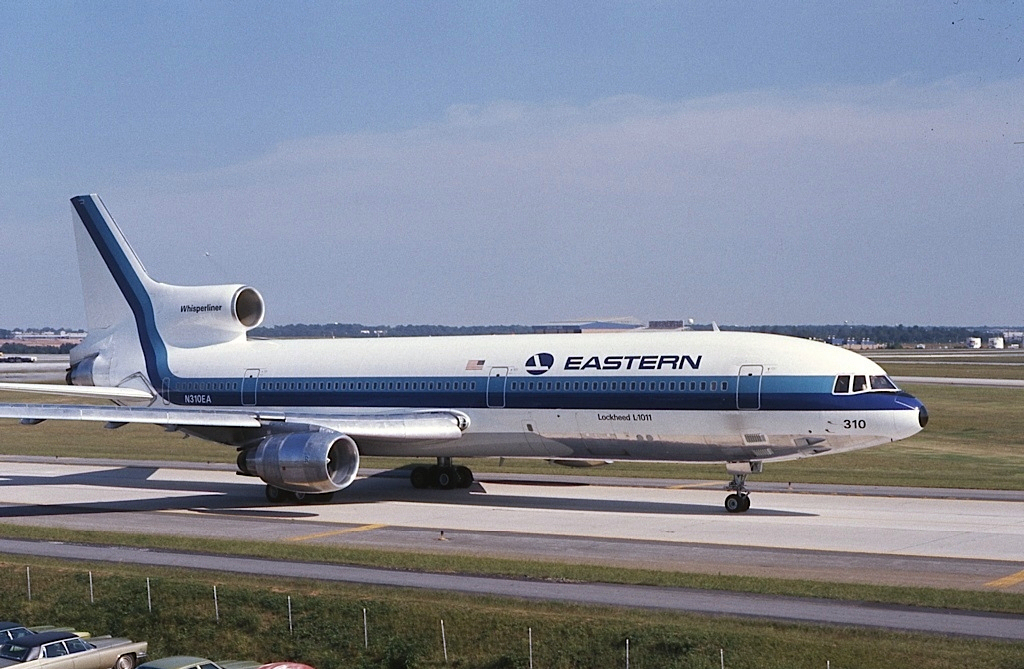
Lockheed L-1011 Tristar, de prefixo N310EA em março de 1972.

O avião envolvido no acidente era um Lockheed L-1011 Tristar, de prefixo N310EA, equipado com três motores Rolls Royce RB211-22C. No momento do acidente, possuía cerca de 986 horas de voo, incluindo 502 ciclos de pouso e decolagem. Seu primeiro voo foi realizado em agosto de 1972 e o único operador comercial foi mesmo a Eastern Air Lines. Com a colisão, a aeronave desintegrou-se, sofrendo danos irreparáveis, e nunca mais voou.

## Fantasmas
Logo após o acidente, surgiram rumores que coisas estranhas estavam acontecendo em outros aviões. John G. Fuller começou a investigar as afirmações a apresentou as suas conclusões no livro “O Fantasma do Voo 401”. Este livro afirma que os fantasmas mais vistos foram o do Capitão Bob Loft e Oficial Don Repo, que foram avistados em mais de vinte ocasiões por tripulantes de outros aviões.
Muitos dos relatos vêm de pessoas com posições altamente responsáveis; pilotos, oficiais de voo e até mesmo o vice-presidente da Eastern Airlines, que supostamente falou com o capitão deduzindo que ele era o encarregado do voo, antes de reconhecê-lo como o falecido Loft. Descobriu-se que quando os restos do Voo 401 foram recuperados, alguns dos componentes que ainda funcionavam foram transferidos para outros aviões. Ele concluiu que esta foi a causa das visões de fantasmas em 30 aviões diferentes.

### Resumo do voo Eastern 401
No dia 29 de dezembro, Bob Loft acordou cedo e cuidou do jardim de sua casa. Afável, sério e consciencioso, extremamente frio sob pressão, Loft era o piloto número 50 na lista de mais de 4 000 tripulantes técnicos da Eastern. Sua jornada naquele dia seria apenas uma ida e volta entre Miami e JFK.
No aeroporto JFK, Doris aguardava seu último voo do dia, o Eastern 401 com destino à Miami. Ela chegara há pouco, vinda de Tampa. Outro voo da companhia, o Eastern 26, estava muito atrasado e traria a tripulação para trabalhar no voo 477. Como o voo 26 não chegava, foi necessária uma mudança de última hora na escala dos tripulantes: foi dada a ordem para Doris e suas colegas embarcarem no voo 477 com destino à Fort Lauderdale via West Palm Beach. A tripulação chegando no voo 26 seria então alocada ao voo 401. A troca foi feita e Doris não se queixou: chegaria mais cedo em casa.
Finalmente, com a tripulação transferida do voo 26, o Eastern 401 pode partir. Ajudado por um vento de cauda, o L1011 tirou parte do pequeno atraso na partida. O voo transcorreu normalmente. Eram 23h29 e o Tristar manobrava sobre a escuridão do pântano, em aproximação para a pista 09L. Na reta final, ao passar pela marca de 3 000 pés, Stockstill percebeu que a luz de indicação de travamento do trem de pouso dianteiro não estava acesa. A apenas 1 500 pés de altura e a segundos do pouso, o cauteloso Loft comandou uma arremetida. O Tristar ganhou altura e solicitou à torre instruções, recebendo como resposta:
-Eastern 401, suba e mantenha 2 000 pés, conta(c)te o controle de saída na frequência 128.6.
O Tristar executou uma curva para a proa 360 e depois tomou o rumo 270, sobrevoando os Everglades. A tripulação solicitou e obteve autorização para descrever uma série de órbitas, enquanto tentava descobrir o problema.
Angelo Donadeo era engenheiro na Eastern, responsável pelos Tristar na frota e fã do moderno jato da Lockheed, que conhecia como poucos. Voava naquela noite como observador na cabine, ocupando o assento extra conhecido como jump-seat. Quando surgiu o problema, Donadeo prontificou-se a ajudar a tripulação. O comandante Loft acreditava tratar-se apenas de uma lâmpada queimada, ao invés de um real problema no mecanismo do trem de pouso.
Para verificar se o trem estava baixado e travado na posição segura, era preciso descer na baía de eletrônicos, situada numa caverna sob o piso da cabine de comando e de lá observar (através de um periscópio especialmente desenhado para esta função) se o trem de pouso dianteiro estaria travado. O acesso à baía era feito por uma escotilha no chão da cabine de comando.
Donadeo e Repo desceram, encontrando dificuldade em enxergar claramente na apertada e escura baía. O Tristar voava no piloto automático, cumprindo sua órbita a 2 000 pés, enquanto a tripulação tentava resolver o problema. Impaciente, Loft ergueu-se de seu assento. Ao fazê-lo, sem perceber empurrou a coluna de comando e desligou o piloto automático, uma configuração de sistema onde bastava um pressão de 15 a 20 libras sobre a coluna de comando para desligar o auto-pilot. Loft e sua tripulação não perceberam que o Tristar iniciara por contra própria uma suave descida, abandonando a altitude de 2 000 pés. Prosseguindo na tentativa de resolver o problema, minutos após, Repo e Donadeo confirmaram: o trem estava baixado e travado; o L-1011 poderia pousar com segurança.
Loft e Stockstill voltaram às suas posições. Loft chamou a torre Miami e informou que estava pronto para reiniciar sua aproximação. Já em seu assento, Stockstill examinou o painel à sua frente. Espantado, descobriu que o L-1011 voava mais rápido que o previsto, 190 nós. Olhou para o altímetro, este marcava menos de 100 pés de altitude. Sua voz saiu num tom elevado, denunciando sua surpresa:
-Nós fizemos alguma coisa com a altitude! 

-O quê? Perguntou surpreso o comandante Loft. 

-Ainda estamos a 2 000 pés, certo?
Loft olhou para seu altímetro. Olhou também para fora: notou um estranho brilho nos visores frontais: as luzes de aproximação do Tristar começavam a ser refletidas nas águas escuras dos Everglades. Eram 23h42:min05. A voz tensa de Bob Loft ficou registrada no gravador de cabine:
-Ei, o quê está acontecendo aqui?
Às 23h42min09 da noite de 29 de dezembro de 1972, o Tristar matriculado N310EA entrou voando a 400 km/h no pântano. A desintegração foi imediata. A fuselagem partiu-se em três grandes partes, separando-se das asas, motores e da cauda. Muitas partes afundaram e desapareceram de vista. Outras, pedaços desmembrados como gigantesca carcaça, permaneceram sobre as águas, gigantescas lápides a marcar o local onde 99 pessoas perderam a vida estupidamente.
Horas depois, equipes de resgate chegaram ao que restou da cabine de comando em busca dos tripulantes. Stockstill morrera no impacto inicial. Bob Loft, com graves ferimentos na cabeça, várias costelas e coluna fraturadas, fitou os membros da equipe de resgate que tentavam consolá-lo e disse simplesmente: vou morrer. Em mais um par de minutos, Bob Loft perdeu sua última batalha.
O resgate agora concentrava-se em Repo e Donadeo, que ainda estavam dentro da baía de aviônicos na hora do impacto. Finalmente libertados dos destroços pelos paramédicos, foram levados ao hospital. O engenheiro Don Repo resistiu por apenas mais algumas horas. Donadeo sobreviveu, apesar de seus ferimentos graves.